# Houdan
Se även Houdan (hönsras).
Houdan är en kommun i departementet Yvelines i regionen Île-de-France i norra Frankrike. Kommunen ligger i kantonen Houdan som tillhör arrondissementet Mantes-la-Jolie. År 2022 hade Houdan 3 716 invånare.
Houdan är känt för sitt kärntorn Donjon de Houdan och för hönsrasen Houdan, som anses härstamma från trakten.

## Befolkningsutveckling
Antalet invånare i kommunen Houdan
| Referens: INSEE |